# Креси-ан-Понтьё
Креси-ан-Понтьё (фр. Crécy-en-Ponthieu) — коммуна на севере Франции, регион О-де-Франс, департамент Сомма, округ Абвиль, кантон Рю. Посёлок расположен в 18 км к западу от Абвиля и в 11 км от автомагистрали А16 «Европейская». Он известен благодаря Битве при Креси (1346) — одному из важнейших сражений Столетней войны.
Население (2018) — 1 403 человека.

## Достопримечательности
- Церковь Святого Северина XV—XVI веков, сочетание готики и пламенеющей готики
- Городской крест (Croix du bourg), предположительно XIII века
- Краеведческий музей

## Экономика
Уровень безработицы (2017) — 18,8 % (Франция в целом — 13,4 %, департамент Сомма — 15,9 %). 

Среднегодовой доход на 1 человека, евро (2018) — 18 940 (Франция в целом — 21 730, департамент Сомма — 20 320).

## Демография
Динамика численности населения, чел.

## Администрация
Пост мэра Креси-ан-Понтьё с 2014 года занимает Жерар Лёрё (Gérard Lheureux). На выборах 2014 года возглавляемый им блок победил в 1-м туре, получив 53,19 % голосов.

## Факты
В честь Креси-ан-Понтьё назван самый популярный во Франции морковный суп — Potage Crécy, потому что в этой коммуне выращивали самую вкусную морковь.

## Галерея

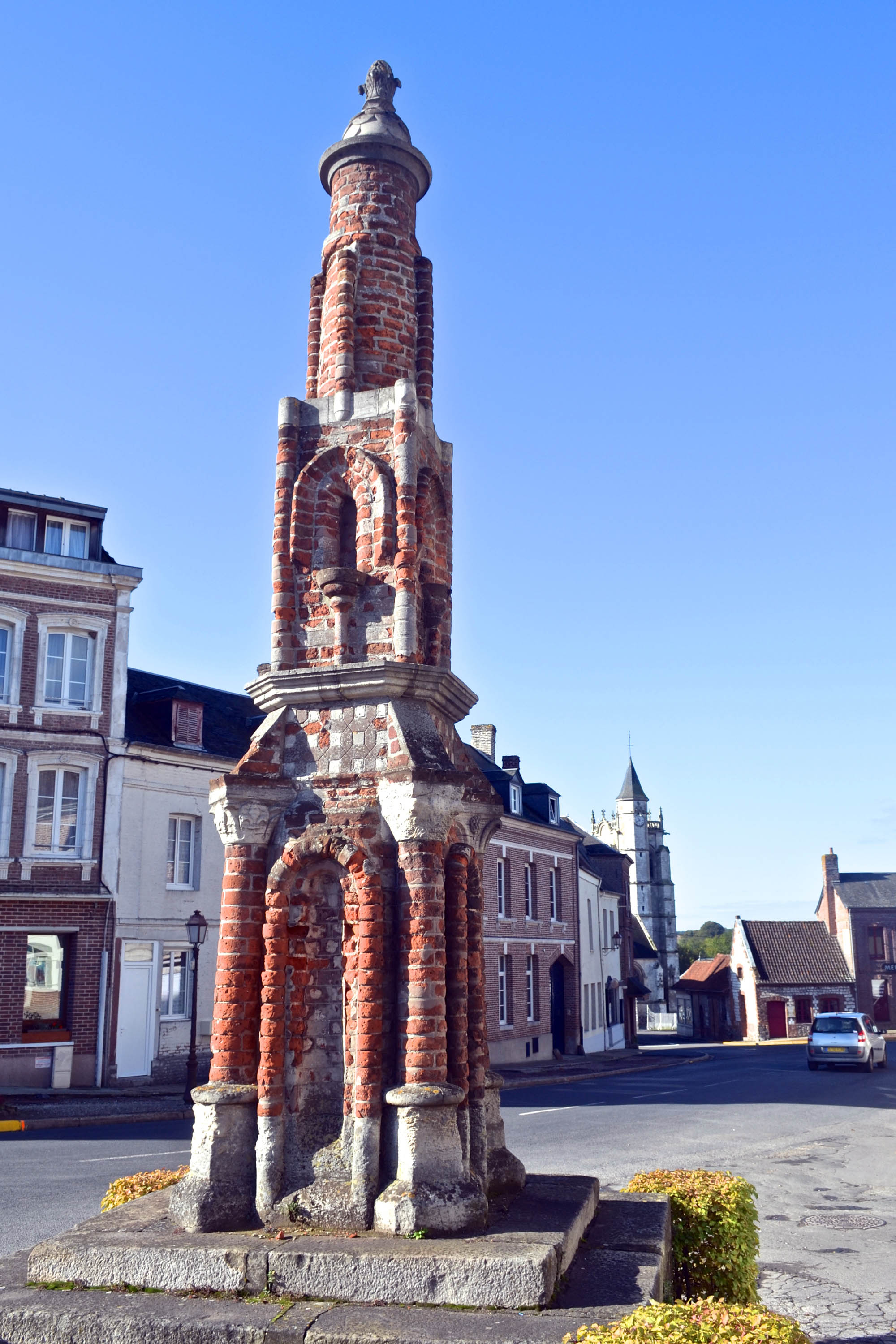
Городской крест
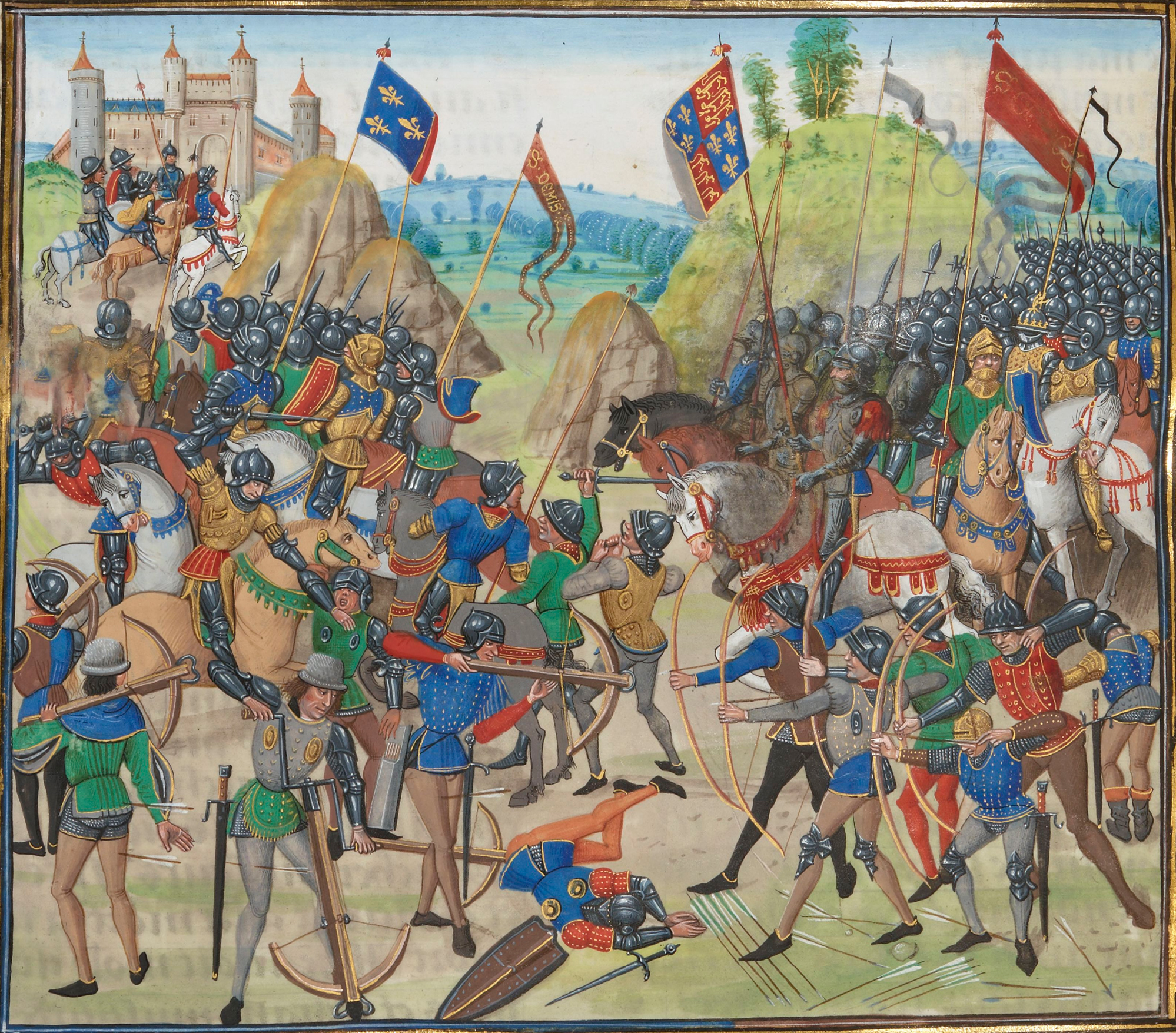
Битва при Креси, миниатюра из «Хроник» Жана Фруассара
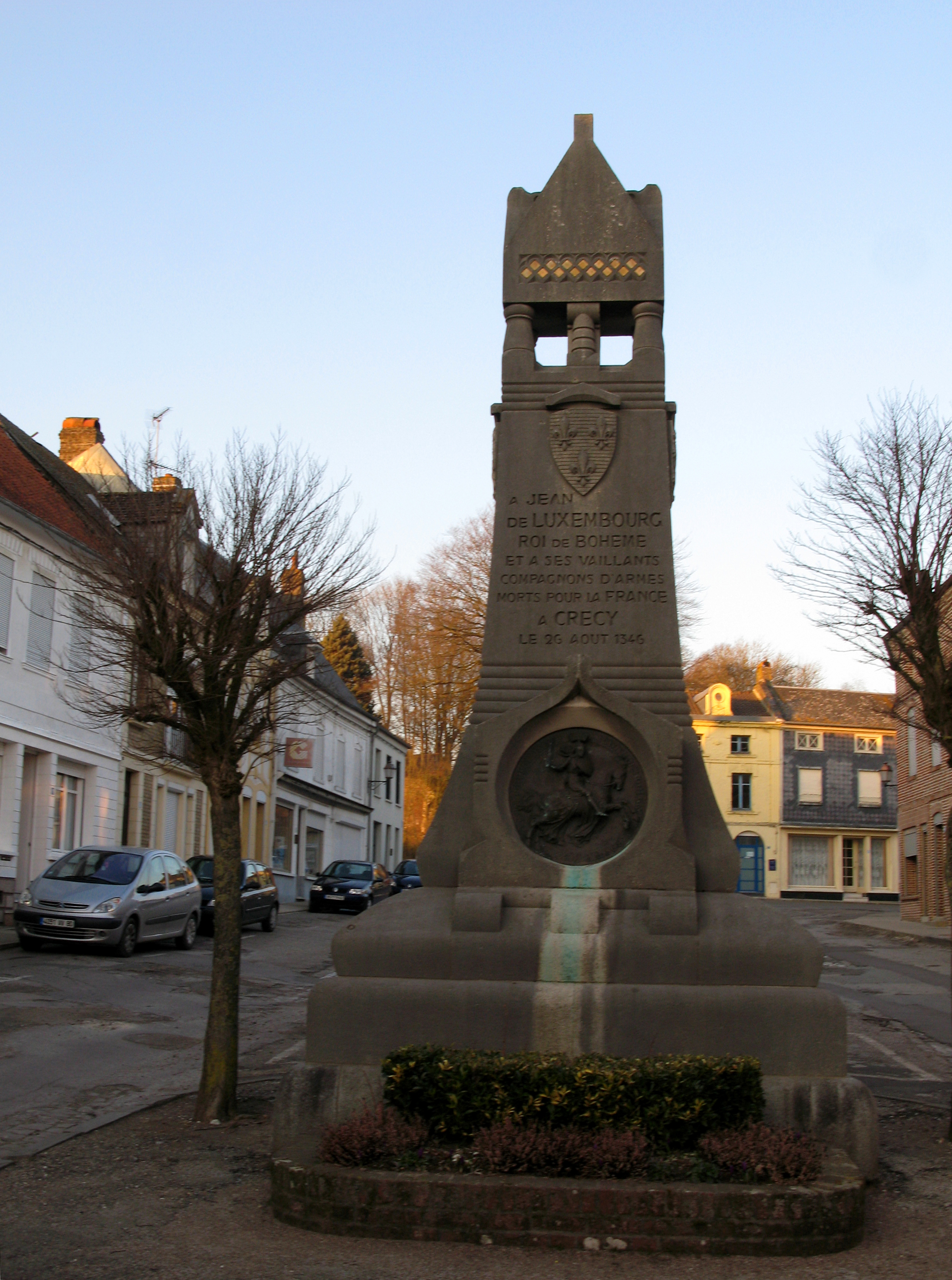
Памятник Иоанну Люксембургскому, королю Чехии, погибшему в битве